# Ketevan Papava

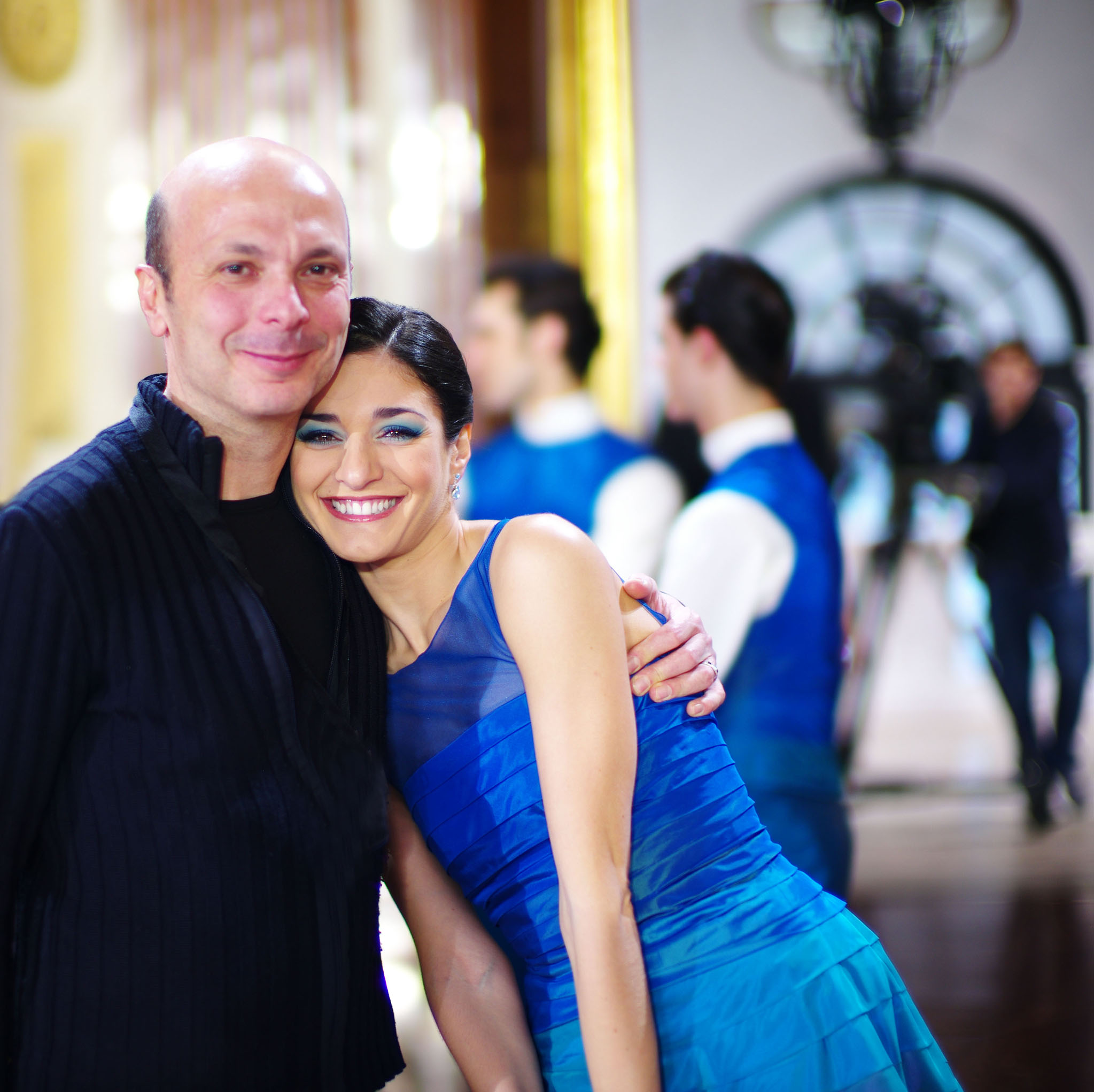
Choreograph Davide Bombana und Ketevan Papava, 2012

Ketevan Papava (georgisch ქეთევან პაპავა; * in Tiflis) ist eine georgisch-österreichische Balletttänzerin. Sie war von 2001 bis 2006 Mitglied des Balletts des Mariinski-Theaters in St. Petersburg und am Nationalen Opern- und Ballett-Theater Sofia. 2006 gelangte sie als Halbsolistin an das Ballett der Wiener Staatsoper und Volksoper Wien. 2010 stieg sie zur Solotänzerin auf und 2015 wurde sie zur Ersten Solotänzerin des Wiener Staatsballetts ernannt.

## Leben und Wirken
Ketevan Papava absolvierte ihre Ausbildung an der Waganowa-Ballettakademie in St. Petersburg und wurde 2001 Mitglied des Balletts am Mariinski-Theater ebendort. Seit 2006 ist sie Mitglied des Balletts der Wiener Staatsoper und der Volksoper Wien. 2010 stieg sie zur Solistin auf, ehe sie 2015 zur ersten Solotänzerin ernannt wurde. Ihre Premiere als Erste Solotänzerin gab sie im April 2015 als Ballerina in Boris Eifmans Ballett Giselle Rouge. Als Solotänzerin war Papava häufiger im Zuge der Übertragung des Neujahrskonzertes der Wiener Philharmoniker zu sehen. Darunter 2016 zum Kaiserwalzer und der Polka Außer Rand und Band in einer Choreographie von Jiří Bubeníček. Im Jahr darauf war sie beim Neujahrskonzert zum Walzer Hereinspaziert in einer Choreographie von Renato Zanella zu sehen. Auch bei den Neujahrskonzerten 2020, 2021 und 2023 war sie zu sehen. Beim Neujahrskonzert 2024 war sie zum Walzer Wiener Bürger auf Schloss Rosenburg zu sehen.

## Repertoire als Tänzerin (Auswahl)
- Titelrolle in Anna Karenina (Choreographie: Boris Eifman)
- Titelrolle in Ballett: Carmen (Choreographie: Davide Bombana)
- Titelrolle in Die Schneekönigin (Choreographie: Michael Corder)
- Tatjana in Onegin (Choreographie: John Cranko)
- Marguerite Gautier in Die Kameliendame (Choreographie: John Neumeier)
- Ballerina in Giselle Rouge (Choreographie: Boris Eifman)
- Myrtha in Giselle (Choreographie: Jelena Tschernischowa)
- Straßentänzerin in Don Quixote (Choreographie: Rudolf Nurejew)
- Diana in Sylvia (Choreographie: Manuel Legris)
- Fee Carabosse in Dornröschen (Choreographie: Peter Wright)
- Königin in Dornröschen (Choreographie: Martin Schläpfer)
- La Brambilla in Le Concours (Choreographie: Maurice Béjart)
- Lescauts Geliebte in Manon (Choreographie: Kenneth MacMillan)
- Kaiserin Elisabeth und Marie Gräfin Larisch in Mayerling (Choreographie: Kenneth MacMillan)
- Potiphars Weib in Josephs Legende (Choreographie: John Neumeier)

## Privates
Auch drei ihrer fünf Tanten, darunter Irma Nioradse und Msia Nioradse waren als Balletttänzerinnen aktiv. Seit 2021 ist sie mit dem ehemaligen Volleyballspieler Hanno Lippitsch verheiratet. Im Jahr 2017 wurde sie Mutter von Zwillingen und pausierte bis ins Frühjahr 2018 im Staatsballett.
Papava ist seit 2015 österreichische Staatsbürgerin.